# Iverson Award
De Iverson Award (voluit de Kenneth E. Iverson Award for Outstanding Contribution to APL) is een prijs die uitgereikt wordt door de Special Interest Group on APL (SIGAPL) van de Association for Computing Machinery. De prijs wordt uitgereikt aan mensen die een bijzondere bijdrage hebben geleverd aan de ontwikkeling van de programmeertaal APL of anders aan de APL gemeenschap in het algemeen. De prijs zelf bestaat uit een plakkaat, een certificaat, een moderaat geldbedrag en een lidmaatschap voor het leven van de SIGAPL.
De prijs is vernoemd naar de voornaamste bedenker van de APL-taal, Kenneth Iverson.
Tot 2001 is de prijs jaarlijks uitgereikt. Daarna zijn er twee uitreikingen geweest.

## Iverson Award
- 2016 Morten Kromberg en Gitte Christensen
- 2007 IBM APL2 Products and Services Team
- 2001 Jon McGrew
- 2000 Lynne Shaw
- 1999 William Rutiser
- 1998 Roy Sykes, Jr.
- 1997 John McPherson
- 1996 Roger Hui
- 1995 Peter Donnelly en John Scholes
- 1994 Donald McIntyre
- 1993 Jim Brown
- 1991 Phil Abrams
- 1990 Ray Polivka
- 1989 Philip Van Cleave
- 1988 Al Rose
- 1987 Eugene McDonnell
- 1986 Raymond Tisserand, Clark Wiedmann en Alex Morrow
- 1985 Dan Dyer en Ian Sharp
- 1984 Garth Foster
- 1983 Adin Falkoff